# Asociación de Fútbol de Sudán del Sur
La South Sudan Football Association es la federación del fútbol en Sudán del Sur. Se estableció el 4 de abril de 2011, y está afiliada a la CAF y a la FIFA.
El Gobierno de Sudán del Sur a través de su Ministro de la Juventud, Deportes y Recreación, Makuac Teny Youk ordenó formar un ente provisional de fútbol.
Chabur Goc Alei es su presidente, Doub Foj Jok Vicepresidente, Rudolf Andera Oujika es Secretario General, y Jaden Jada Solomon es el Tesorero. Tiene un total de 17 miembros.